# 工程街道
工程街道是中国黑龙江省哈尔滨市道里区下辖的一个街道。

## 行政区划
工程街道下辖5个社区：红专西段社区、工程东段社区、友谊小区社区、工部南段社区、工程小区社区。